# Josif Karlovič Sokolovski
Josif Karlovič Sokolovski (rusko Иосиф Карлович Соколовский), ruski general, * 1763, † 1836.
Bil je eden izmed pomembnejših generalov, ki so se borili med Napoleonovo invazijo na Rusijo; posledično je bil njegov portret dodan v Vojaško galerijo Zimskega dvorca.

## Življenje
Bil je član beloruskega plemstva rimokatoliške vere iz mogilevske province.
21. decembra 1786 je bil sprejet v poljsko vojsko kot podporočnik v Arhangelorodskem pehotnem polku. V letih 1787-88 se je nahajal na Poljskem (za izkazan pogum je bil povišan v stotnika) in v letih 1789-91 se je boril proti Turkom. 
Leta 1799 je sodeloval v italijansko-švicarski kampanji. 1. maja 1804 je postal poveljnik Jaroslavskega mušketirskega polka, s katerim se je udeležil vojne tretje koalicije. Za zasluge je bil 23. aprila 1806 povišan v polkovnika. 
Udeležil se je tudi vojne četrte koalicije in vojne s Turki (1810-11). 9. junija 1811 je bil imenovan za šefa Jaroslavskega pehotnega polka, s katerim se je udeležil patriotske vojne. 
Za zasluge je bil 15. septembra 1812 povišan v generalmajorja. Po koncu vojne je postal poveljnik 2. brigade 15. pehotne divizije. 1. novembra 1821 je postal poveljnik Kazana. 
4. julija 1831 je bil upokojen iz vojaške službe.